# Bitva u Casselu (1071)

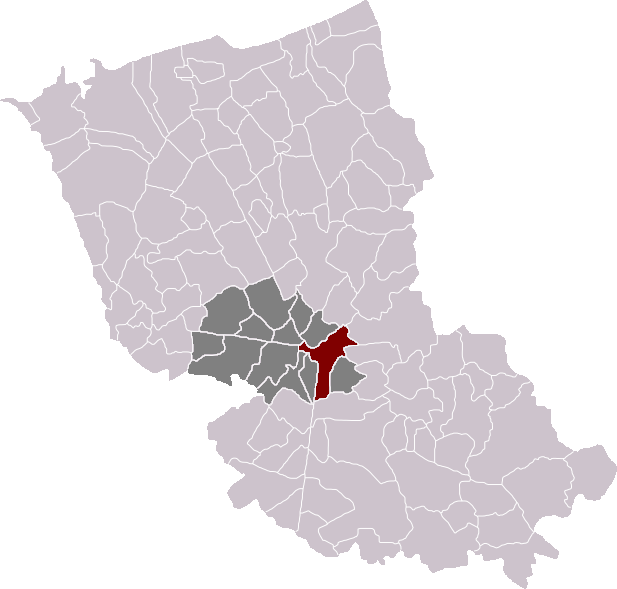
Lokalita Cassel

Bitva u Casselu (1071) proběhla 22. února 1071 nedaleko města Cassel (dnes na severu Francie).
Když v roce 1067 zemřel Balduin V. Flanderský, stal se flanderským hrabětem jeho starší syn Balduin VI. Když i ten o tři roky později zemřel, nastoupil vládu Balduinův syn Arnulf III. S tím se nehodlal smířit jeho strýc Robert I. a proti Arnulfovi vystoupil. Vdova po Balduinovi VI. a Arnulfova matka Richilda za této situace nabídla svou ruku truksasovi Viléma Dobyvatele Vilémovi fitzOsbernovi a o pomoc požádala i francouzského krále Filipa, kterému za pomoc přislíbila opatství Corbie v Pikardii. K rozhodující bitvě mezi oběma vojsky došlo 22. února 1071 u Casselu. Arnulf měl početnější vojsko a na jeho straně bojovali např. boulognský hrabě Eustach II. z Boulogne a jeho synové Eustach III. a Godefroy, Vilém fitzOsbern a další. Robert využil situace a Arnulfovo vojsko napadl předtím, než se stačilo uspořádat a v bitvě zvítězil, přestože byl sám zajat. Mezi padlými byl Arnulf III. a Vilém fitzOsbern. Arnulfova matka Richilda, která byla v bitvě také zajata, byla později vyměněna za Roberta. Následujícího roku uzavřel s francouzským králem mír, který znamenal uznání Robertova hraběcího titulu. Na potvrzení spojenectví se v roce 1072 oženil Filip s Robertovou nevlastní dcerou Bertou Holandskou.